# Huracan (Bellewaerde)
Pour les articles homonymes, voir Huracan.
Huracan est un parcours de montagnes russes en intérieur situé à Bellewaerde, en Belgique. Il a pour thème la période maya au Mexique. L'attraction, de type Custom Force coaster, a été construite en 2012-2013 par le constructeur Zierer et inaugurée en mars 2013. La thématique revient à l'entreprise TAA group. L'attraction prend la place de Los Piratas.

## Description du parcours
Le train démarre et commence par quarante secondes d'une partie scénique où les visiteurs rencontrent la divinité Huracan. Ensuite le train monte, effectue une courbe à l'extérieur, au-dessus de la place mexicaine et redescend à l'intérieur du bâtiment à toute vitesse pour trente secondes de traversée d'un tunnel doté de lasers.
Cette attraction permet une hausse des fréquentations de 20 % au sein du parc lors de son ouverture.

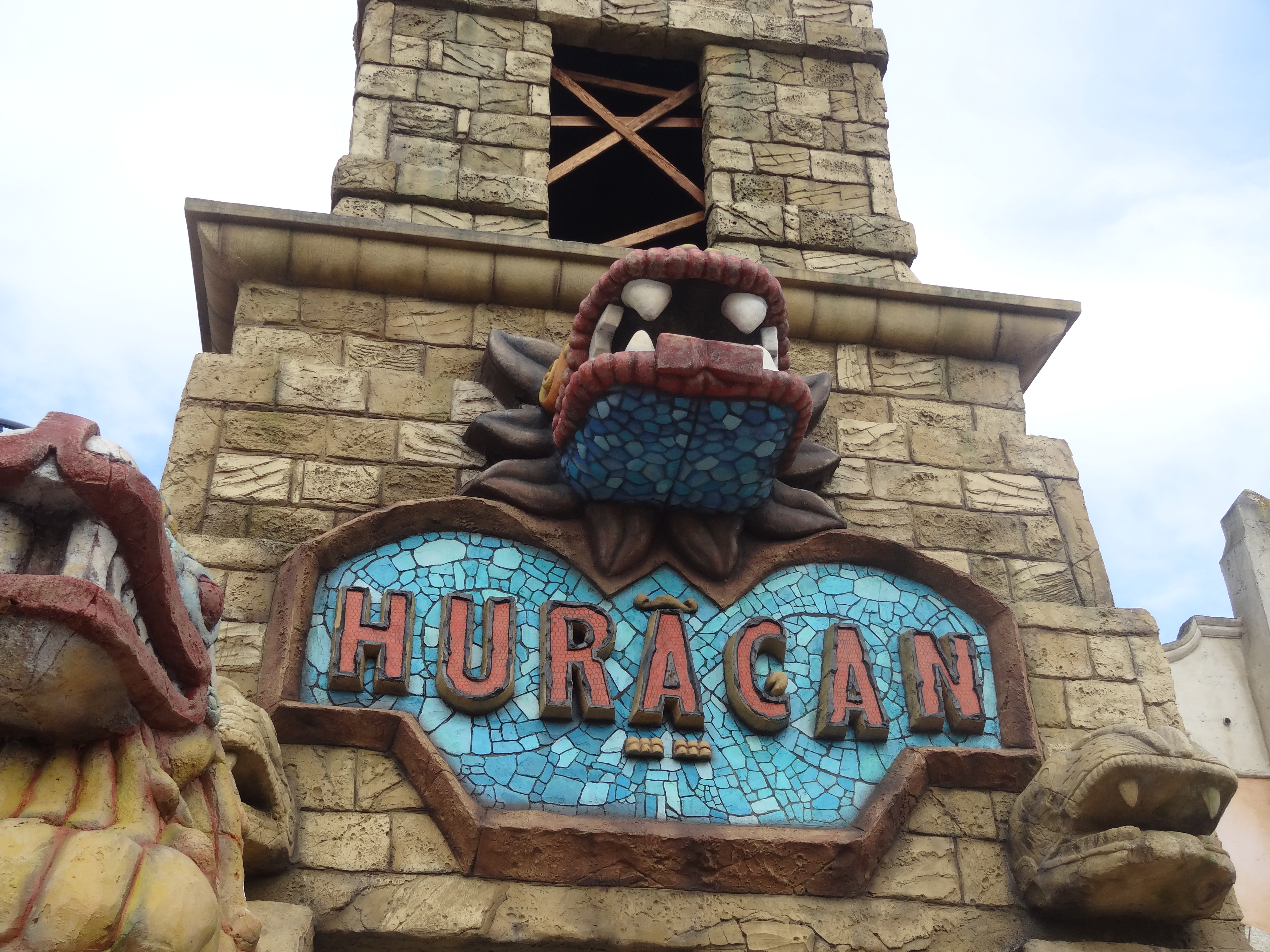
Entrée de l'attraction.
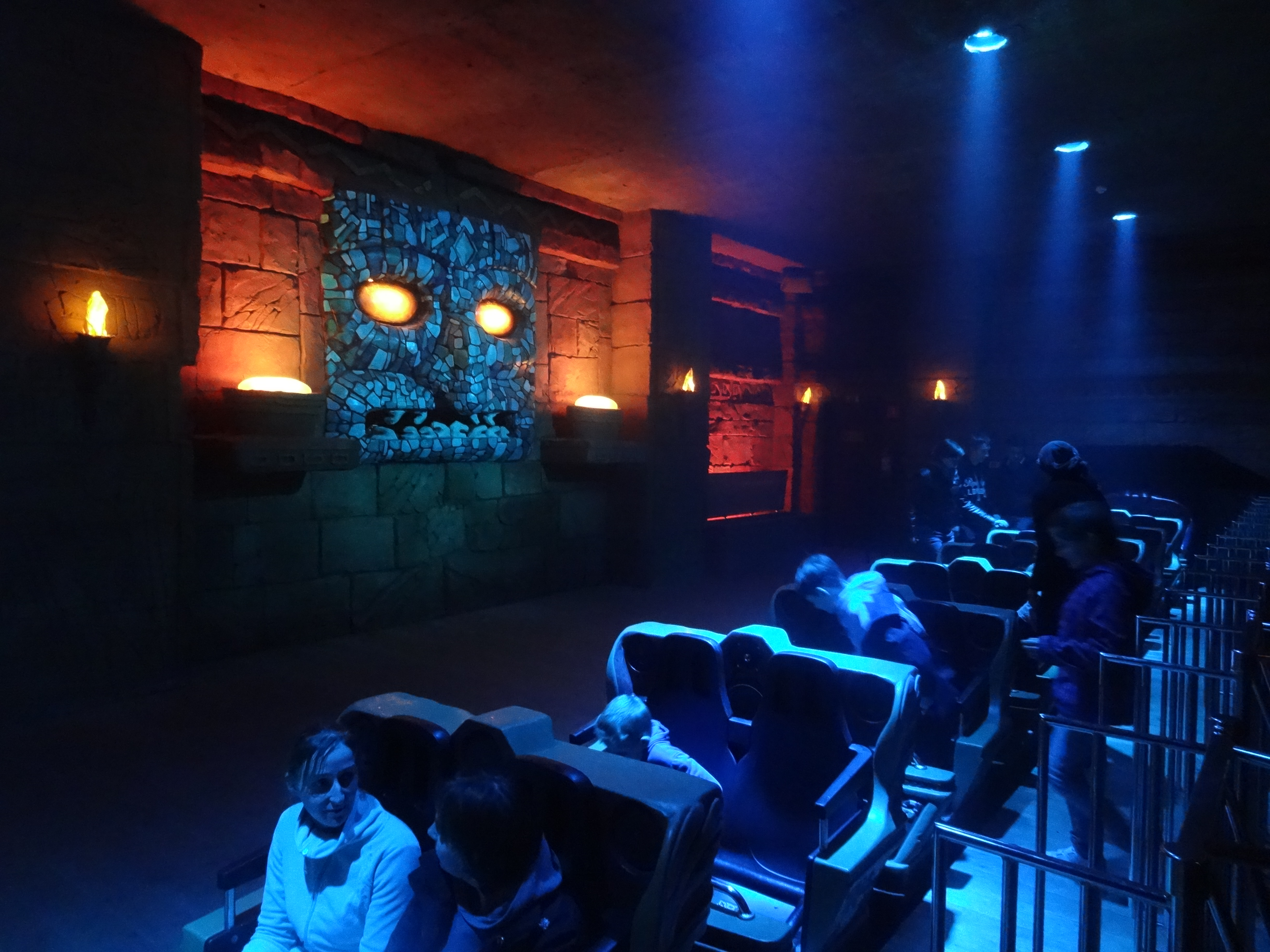
Gare de l'attraction.